# Кристофер, Джастис
Джа́стис Кри́стофер (англ. Justice Christopher; 24 декабря 1981, Джос — 9 марта 2022) — нигерийский футболист, полузащитник. Участник ЧМ-2002

## Карьера
По два сезона провёл в нигерийских командах «Катсина Юнайтед» и «Бендел Иншурэнс». В 2001 году перешёл в «Антверпен». В 2002 году африканский полузащитник прибыл в Манчестер на просмотр, однако он не мог принимать участия в матчах резервистов «Голубой луны» из-за отсутствия соответствующего разрешения. Джастис Кристофер, чьё имя переводится с английского как «Справедливость», был вынужден покинуть Великобританию через месяц, так как власти не выдали ему соответствующий документ. Кристофер не провёл достаточного количества матчей за сборную своей страны, поэтому у него возникли проблемы с получением рабочей визы. Одновременно с «горожанами» борьбу за Джастиса Кристофера вёл и другой представитель Манчестера — «Юнайтед», руководители «Красных дьяволов» считали, что окажутся удачливей в выбивании необходимого документа, так как он выступает в фарм-клубе «Юнайтед» — бельгийском «Антверпене». Затем были бельгийский «Антверпен», болгарский «Левски», в котором Джастис получил серьёзную травму, затем долго лечился в Германии, а когда выздоровел, поехал тренироваться во французский «Осер», после того как его приятель и игрок национальной сборной Нигерии Тарибо Уэст попросил тренера «Осера» Ги Ру разрешить Джастису позаниматься вместе с командой, чтобы быстрее набрать форму. Затем были два шведских клуба — «Треллеборг» и «Гётеборг». В 2005 году после окончания испанского тренировочного сбора «Алании» заключил контракт с владикавказским клубом, после чего вылетел в Лагос для оформления въездных документов в Россию. В сезоне 2006/07 играл в датском «Херфёльге».

## Сборная Нигерии
В 2001 году Кристофер был капитаном команды на молодёжном чемпионате мира. В первой сборной провёл два года, 2001 и 2002, участвовал на ЧМ-2002, где провёл все 3 матча, отыграв при этом 196 минут. После травмы, полученной в «Левски», в сборную не вызывался.

## Личная жизнь
Кристофер — самый старший ребёнок в семье, у него три сестры и брат. Брат, возможно, по словам самого Джастиса, пойдёт по его стопам. У его матери свой магазин женской одежды, а отец работает в полиции.